# Michael Gilday
Michael Gilday (* 1. Mai 1987 in Yellowknife, Nordwest-Territorien) ist ein kanadischer Shorttracker.
Bereits mit vier Jahren begann Gilday seinen Sport, im Jahr 2005 startete er erstmals bei den Kanadischen Juniorenmeisterschaften und wurde Gesamtachter, nachdem er einen guten fünften Platz über 500 Meter erreicht hatte. Ein Jahr später nahm er sowohl an der Kanadischen Meisterschaft für Junioren als auch für Senioren teil. Beide Starts verliefen erfolgreich, auch wenn er ohne Medaille blieb. Während er bei der Junioren-Meisterschaft als Vierter über 1000 Meter nur knapp eine solche verpasste, gelang ihm bei dem Senioren-Meisterschaft immerhin ein sechster Rang. Aufgrund dieser Erfolge wurde Gilday in der Saison 2006/07 zum ersten Mal für den Shorttrack-Weltcup nominiert, wo er in seinem zweiten Rennen mit der Staffel auf Anhieb Zweiter wurde. Außerdem kam er bei dem Wettkampf über 3000 Meter bei der Winter-Universiade 2007 auf den siebten Platz. Wegen dieser und weiterer ordentlicher Platzierungen national und international reihte er sich in der kanadischen Rangliste auf dem neunten Rang ein.
In der Saison 2007/08 hatte Gilday zwar nur einen Einsatz im Weltcup, schaffte dort aber mit der Staffel erneut einen zweiten Rang. Da er zudem bei den Kanadischen Meisterschaften Silber über 1500 Meter gewann und auch bei den National Team Selections Podestplatzierungen erreichte, wurde er Sechster in der kanadischen Rangliste und so dauerhaft für die folgende Weltcupsaison 2008/09 nominiert. Diese begann er mit einem dritten Rang in der Staffel und einem zweiten Platz über 1000 Meter, seinem ersten Weltcuppodest auf einer Einzelstrecke, wieder sehr erfolgreich.
Neben dem Shorttrack-Sport übt Gilday auch Skilanglauf erfolgreich aus, in dieser Disziplin wurde er Westkanadischer Meister in einer Juniorenkategorie. Seine Familie gewann im Jahr 2007 den Gagné Family Award für ihre Beiträge zum Eislauf in Kanada. Gilday selbst war zudem zweimal männlicher NWT-Juniorsportler.